# Ho-Ho-Kus
Ho-Ho-Kus è un comune degli Stati Uniti d'America, situato nello stato del New Jersey, nella contea di Bergen.